# Maciej Kostrzewa
Maciej Kostrzewa (ur. 16 maja 1991 w Gdańsku) – polski piłkarz grający na pozycji pomocnika oraz trener młodzieży.
Wystąpił w towarzyskim meczu Lechia Gdańsk - FC Barcelona, w którym w barwach FC Barcelony debiutował Neymar.
Jako trener zwycięzca (2022) oraz finalista (2024) Pucharu Tymbarku w kategorii U-12 chłopców. Został również wybrany najlepszym trenerem XXIV edycji Pucharu Tymbarku (2024).